# Sadatoshi Kumagai
Sadatoshi Kumagai (japanisch 熊谷 貞俊 Kumagai Sadatoshi; * 1. Januar 1945) ist ein japanischer Wissenschaftler und Politiker. Er kandidierte 2008 für den Gouverneursposten der Präfektur Osaka und war von 2009 bis 2012 Abgeordneter im Shūgiin, dem Unterhaus, für die Parteien von Ichirō Ozawa (Demokratische Partei, Kokumin no Seikatsu ga Daiichi, Nippon Mirai no Tō).
Bis Dezember 2007 war Kumagai Professor für Systems und Electric Power Engineering an der Universität Osaka. Er verließ die Universität, um als Parteiloser bei der Gouverneurswahl am 27. Januar 2008 anzutreten. Er wurde von der Demokratischen Partei, der Sozialdemokratischen Partei und der Neuen Partei Japan unterstützt. Seine Hauptkonkurrenten im Wahlkampf waren der Staranwalt Tōru Hashimoto, der von der Regierungspartei LDP unterstützt wurde, und der KPJ-gestützte Professor Shōji Umeda, nachdem die amtierende Gouverneurin Fusae Ōta angekündigt hatte, nicht wieder anzutreten. Im Oktober 2007 hatte bereits ein LDP-Kandidat die Bürgermeisterwahl von Osaka an den oppositionsgestützten Kunio Hiramatsu verloren. Bei der landesweit beachteten Wahl unterlag er aber deutlich Hashimoto, der fast doppelt so viele Stimmen erhielt wie er (Hashimoto 1.832.857, Kumagai 999.082, Umeda 518.563).
Bei der Wahl am 30. August 2009 wurde Kumagai über die Liste der Demokratischen Partei im Verhältniswahlblock Kinki ins Shūgiin gewählt. Im Februar 2011 gehörte Kumagai zur Minshutō Seiken Kōtai ni Sekinin o motsu Kai, einer Gruppe von 16 demokratischen Abgeordneten, die wegen des innerparteilichen Disziplinarverfahrens gegen Ichirō Ozawa drohten, gegen die Haushaltsgesetze der eigenen Regierung zu stimmen. 2012 folgte er Ozawa zusammen mit weiteren Gegnern der von der Parteiführung verfolgten Verdopplung der Mehrwertsteuer aus der Demokratischen Partei in die Kokumin no Seikatsu ga Daiichi, dann die Nippon Mirai no Tō. Bei der Shūgiin-Wahl 2012 trat er erneut nur über den Verhältniswahlblock an: Hinter zwölf Wahlkreiskandidaten, die sich den Listenplatz 1 teilten, kandidierte er auf Platz 13; die Mirai no Tō gewann nur ein Verhältniswahlmandat in Kinki.